# Prepuštovec
Prepuštovec est un village de la municipalité de Budinščina (comitat de Krapina-Zagorje) en Croatie. Au recensement de 2011, le village comptait 77 habitants.